# Gnomonia fimbriata
Gnomonia fimbriata är en svampart som först beskrevs av Christiaan Hendrik Persoon, och fick sitt nu gällande namn av Karl Wilhelm Gottlieb Leopold Fuckel 1870. Gnomonia fimbriata ingår i släktet Gnomonia och familjen Gnomoniaceae.   Inga underarter finns listade i Catalogue of Life.
I den svenska databasen Dyntaxa används istället namnet Mamiania fimbriata för samma taxon.  Arten är reproducerande i Sverige.